# Marc Trivier
Pour les articles homonymes, voir Trivier.
Marc Trivier, né en 1960 à Namur et mort le 27 septembre 2024, est un photographe belge, connu pour ses portraits d'artistes et ses scènes d'abattoirs.

## Biographie
À peine âgé de 19 ans, il décide de photographier les artistes qu'il apprécie et les convainc de poser, généralement chez eux, assis, réussissant à composer une série impressionnante de photographie d'artistes qui le fait connaître dès les années 1980. 
On y trouve notamment les portraits du chanteur-compositeur Léo Ferré (en 1979), du compositeur et poète John Cage, des écrivains Jean Genet, Samuel Beckett (1983), Michel Leiris, Allen Ginsberg, William S. Burroughs, Rick Bass et Mahmoud Darwich (en 2011), des peintres Jean Dubuffet, Francis Bacon, Bram Van Velde, Andy Warhol, Jorge Luis Borges et Willem de Kooning], du dramaturge Thomas Bernhard, des philosophes Michel Foucault et Emil Cioran (1983), du photographe Robert Frank, etc.
Il photographie aussi des patients dans des hôpitaux psychiatriques.
En 1986, il a participé à la rédaction de L'Écart constant, ensemble de textes sur la photographie, publiés sous la direction de Patrick Roegiers par les éditions Didascalies.  Il va aussi participer pour Didascalies, devenue collection d'Actes Sud, à la publication du texte de Marc Quaghebeur, Vivre à la mort, parler, n'être rien, être personne... Une lecture de Oui de Thomas Bernhard, avec des photographies de Bernhard prises à Ohlsdorf.
En 1989, il a travaillé avec Marc Liebens sur des spectacles de l'Ensemble Théâtral Mobile comme Atget et Bérénice de Michèle Fabien présenté aux Rencontres internationales de la Photographie en 1989 et Claire Lacombe, de la même auteure et la même année ; là débute une vraie collaboration et réflexion sur théâtre et photographie entre le metteur en scène, l'auteure et le photographe, leurs recherches donnant « peut-être une des réponses possibles à la crise que vit aujourd'hui la photo de théâtre ». Lorsque Liebens et Fabien montent Cassandre à Anderlecht, Trivier emmène les comédiennes aux Abattoirs d'Anderlecht qu'il est en train de photographier et les y prend chacune en photo.
Entre 1989 et 2012, Marc Trivier a participé à neuf expositions collectives (à Sao Paulo, Toronto, Athènes, Reggio Elimia, Dunkerque, Bruxelles, Thessalonique, Lleida, Bruxelles), et a exposé, seul, en cinq lieux - Lausanne, Luxembourg, Paris, Bruxelles, et à nouveau Paris, à la Maison européenne de la photographie.
En 2002, Casino Lusembourg et les éditions Yves Gevaert ont coédité Le Paradis perdu, monographies reprenant des textes et photographies de Marc Trivier.
Il habite près de Dinant.
Marc Trivier meurt le 27 septembre 2024 à l'âge de 64 ans,.

## Technique
Pour les portraits, les photos de bêtes à l’abattoir et les scènes d’équarrissage, Marc Trivier utilise le vieux Rolleiflex de son père posé sur trépied.
Pour ses photos d'arbres et de paysages, il emploie un Brownie des années 1940 dont le viseur est cassé et le boitier non étanche à la lumière.
Trivier ne recadre pas, ne retouche pas, tire lui-même avec un soin extrême ses photos sur papier baryté Ilford, et lorsqu'il les expose, les présente dans un cadre en inox qu'il fabrique lui-même.

## Expositions
- janvier - avril 1988 : Marc Trivier, photographies, Photo Élysée, Lausanne

puis Centre régional de la photographie Hauts-de-France, Douchy .
- 15 décembre 2001 - 24 février 2002 : Le paradis perdu / Paradise Lost, 2002, Forum d'art contemporain, Bruxelles.

## Récompenses et distinctions
Marc Trivier a été lauréat de la Fondation belge de la vocation en 1980 et a obtenu un ICP Award en 1988.

## Filmographie
En 2011, Marc trivier a scénarisé et réalisé son premier long métrage …d’un lent regard.